# Rizómylos
Rizómylos (Rizomylos) är en ort i Grekland.   Den ligger i prefekturen Nomós Magnisías och regionen Thessalien, i den centrala delen av landet, 180 km nordväst om huvudstaden Aten. Rizómylos ligger 84 meter över havet och antalet invånare är 1 482.
Terrängen runt Rizómylos är kuperad söderut, men norrut är den platt. Runt Rizómylos är det ganska glesbefolkat, med 25 invånare per kvadratkilometer. Närmaste större samhälle är Néa Ionía, 17,1 km öster om Rizómylos. Trakten runt Rizómylos består till största delen av jordbruksmark.